# Bill Looby
Bill Looby (eigentlich William Edward Looby; * 20. November 1931 in St. Louis; † 9. Dezember 1998 in St. Louis) war ein US-amerikanischer Fußballspieler.
Der beidfüßige, kopfballstarke halbrechter Stürmer, der auch aus der Distanz torgefährlich war, gehörte in den 1950er Jahren gehörte er zu den besten Angreifern des US-Fußballs, als Schlüsselspieler seines Heimatverein St. Louis Raiders/Kutis gewann er 1956–1961 sechs National Amateur Cups in Folge sowie 1957 den National Challenge Cup. Für die USA kam Looby zu acht A-Länderspielen, nahm an den Olympischen Spielen 1956 Teil und gewann bei den panamerikanischen Spielen 1959 die Bronzemedaille.
Looby spielte 1949/50 für verschiedene Clubs aus St. Louis, bevor er 1950 zu den damaligen St. Raiders, den späteren St. Louis Kutis wechselte, mit denen er sehr erfolgreich werden sollte.
In der Nationalmannschaft bildete Looby in den 1950er Jahren mit Al Zerhusen und Ed Murphy ein herausragendes Angriffstrio, obwohl sie nur ein einziges A-Länderspiel vollständig zusammen bestritten – die USA bestritten in den 50er Jahren fast immer weniger als zwei A-Länderspiel im Jahr, dominierten sie, das US-Team in zahlreichen Freundschaftsspielen gegen Vereinsmannschaften und regionale Auswahlen, sowie bei den nicht als A-Länderspielen anerkannten Qualifikationen bzw. Endrundenspielen der Olympiaden 1956 und 1960, sowie der Panamerikanischen Spiele 1959 – alleine beim letzten Turnier schossen sie in sechs Spielen zusammen 24 Tore. Sein Debüt als Nationalspieler hatte er in der Qualifikation zur Weltmeisterschaft 1954, wo er in allen drei Spielen zum Einsatz kam und vier von sieben Toren für die Vereinigten Staaten erzielte. Bis zu seinem letzten A-Länderspiel 1959 gegen England kam er zu insgesamt acht Länderspielen und erzielte dabei acht Tore.
2001 wurde er in die National Soccer Hall of Fame und 1984 in die St. Louis Soccer Hall of Fame aufgenommen.